# Dražice (Jelenje)
 Dražice  (olaszul: Drasizze) falu Horvátországban, a Tengermellék-Hegyvidék megyében. Közigazgatásilag Jelenjéhez tartozik.

## Fekvése
Fiumétól 7 km-re északkeletre, a horvát Hegyvidék nyugati részén fekszik. A község központi, legnagyobb lélekszámú települése.

## Története
A településnek 1857-ben 427, 1910-ben 531 lakosa volt. A trianoni békeszerződésig Modrus-Fiume vármegye Sušaki járásához tartozott. 2011-ben 2096 lakosa volt.

## Lakosság
| Lakosság változása | Lakosság változása | Lakosság változása | Lakosság változása | Lakosság változása | Lakosság változása | Lakosság változása | Lakosság változása | Lakosság változása | Lakosság változása | Lakosság változása | Lakosság változása | Lakosság változása | Lakosság változása | Lakosság változása | Lakosság változása |
| ------------------ | ------------------ | ------------------ | ------------------ | ------------------ | ------------------ | ------------------ | ------------------ | ------------------ | ------------------ | ------------------ | ------------------ | ------------------ | ------------------ | ------------------ | ------------------ |
| 1857               | 1869               | 1880               | 1890               | 1900               | 1910               | 1921               | 1931               | 1948               | 1953               | 1961               | 1971               | 1981               | 1991               | 2001               | 2011               |
| 427                | 357                | 357                | 430                | 491                | 531                | 563                | 626                | 742                | 670                | 751                | 995                | 1367               | 1665               | 1805               | 2096               |